# 복합제
복합제(Combination drug)는 여러 약을 복합한 약이다. 단일 제형에 두 가지 이상의 활성 성분이 결합된 의약품이다. 약물과 각각의 복용량을 조합한다(복합을 통한 맞춤형 다약제와 반대). 또한 이는 의학적인 맥락에서 "복합 제품"이라는 용어와도 구별되어야 한다. 이 용어는 추가 지정 없이 약물/약물 조합이 아닌 장치/약물 조합과 같이 다양한 유형의 의료 제품을 결합한 제품을 의미할 수 있다. 복합제(고정 용량 여부에 관계없이)가 "알약"(즉, 정제 또는 캡슐)인 경우 이는 일종의 "폴리필"(polypill) 또는 콤보필(combopill)일 수도 있다.
처음에는 단일 질병(예: AIDS에 대해 사용되는 항레트로바이러스 FDC)을 표적으로 하기 위해 고정 용량 복합 의약품이 개발되었다. 그러나 FDC는 여러 질병/상태를 표적으로 삼을 수도 있다. 여러 조건을 대상으로 하는 FDC의 경우 특정 FDC 제품을 사용할 가능성이 있는 잠재 환자의 수를 늘리기 위해 그러한 조건이 종종 관련될 수 있다. 이는 각 FDC 제품이 대량 생산되므로 일반적으로 제조, 유통, 비축 등을 정당화하기 위해 잠재적으로 적용 가능한 환자의 임계 질량이 필요하기 때문이다.

## 예시
- 펜터민/토피라메이트
- 엠트리시타빈/테노포비르